# روبرت دانيال ميرفي
روبرت دانيال ميرفي (بالإنجليزية: Robert Daniel Murphy)‏ هو دبلوماسي أمريكي، ولد في 28 أكتوبر 1894 في ميلواكي في الولايات المتحدة، وتوفي في 9 يناير 1978 في واشنطن العاصمة في الولايات المتحدة.

## وصلات خارجية
- روبرت دانيال ميرفي على موقع مونزينجر (الألمانية)
- روبرت دانيال ميرفي على موقع إن إن دي بي (الإنجليزية)